# Eastland (Texas)
La ville américaine d’Eastland est le siège du comté d'Eastland, dans l’État du Texas. Elle comptait 3 960 habitants lors du recensement de 2010.

## Source
- (en) Cet article est partiellement ou en totalité issu de l’article de Wikipédia en anglais intitulé « Eastland, Texas » (voir la liste des auteurs).